# Nhà thờ St. Bedrich ở Bílá
Nhà thờ St. Bedrich ở Bílá (tiếng Séc: Kostel svatého Bedřicha v Bílé) là một nhà thờ Công giáo La Mã bằng gỗ độc đáo, hoàn toàn khác với những nhà thờ truyền thống. Nhà thờ thuộc giáo phận Ostrava-Opava, tọa lạc ở làng Bílá, huyện Frýdek-Místek, vùng Moravskoslezský, Cộng hòa Séc. Thánh đường này có tên trong danh sách các di tích văn hóa cấp quốc gia.

## Lịch sử
Nhà thờ được Tổng giám mục Olomouc - Hồng y Bedřich của Fürstenberg xây dựng trong giai đoạn 1873 - 1874. Vì vậy, St. Bedrich được chọn làm tên vị Thánh bảo trợ của nhà thờ. Nhà thờ được thánh hiến vào ngày 3 tháng 10 năm 1875. Năm 1911, nơi đây trở thành nhà thờ giáo xứ và có thêm một phòng tế (nơi cất giữ y phục của linh mục), đài hợp xướng dành cho ca đoàn và tòa tháp.

## Kiến trúc
Nhà thờ St. Bedrich ở Bílá được xây dựng bằng gỗ với ba lối đi (một lối chính và hai lối phụ). Nhìn từ xa, nhà thờ nổi bật với nền gỗ màu nâu cùng tòa tháp cao thanh mảnh, mang dáng dấp của các tòa nhà cổ kính ở Na Uy. Tòa tháp và phần mái được lợp bằng nhiều tấm ván nhỏ cũng như có nhiều chi tiết trang trí gấp khúc, thể hiện được sự khéo léo của người thợ xây. Phần nội thất của nhà thờ đều được chạm khắc tinh xảo. Các cơ sở vật chất ở gian giữa và tiền sảnh (cửa sổ kính, băng ghế) cũng do Tổng giám mục Olomouc trang bị.

## Hình ảnh

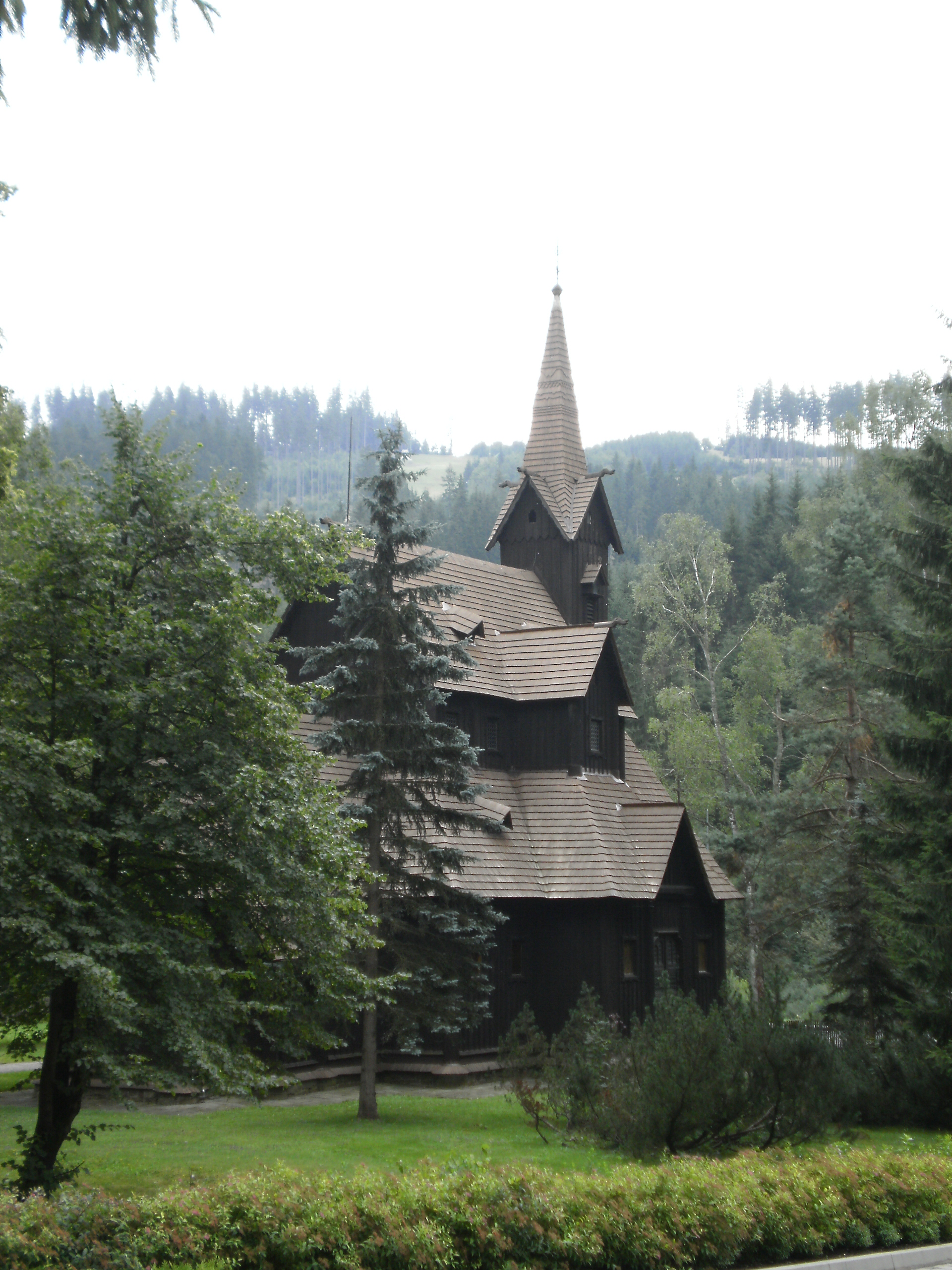
Nhìn từ xa (2010)
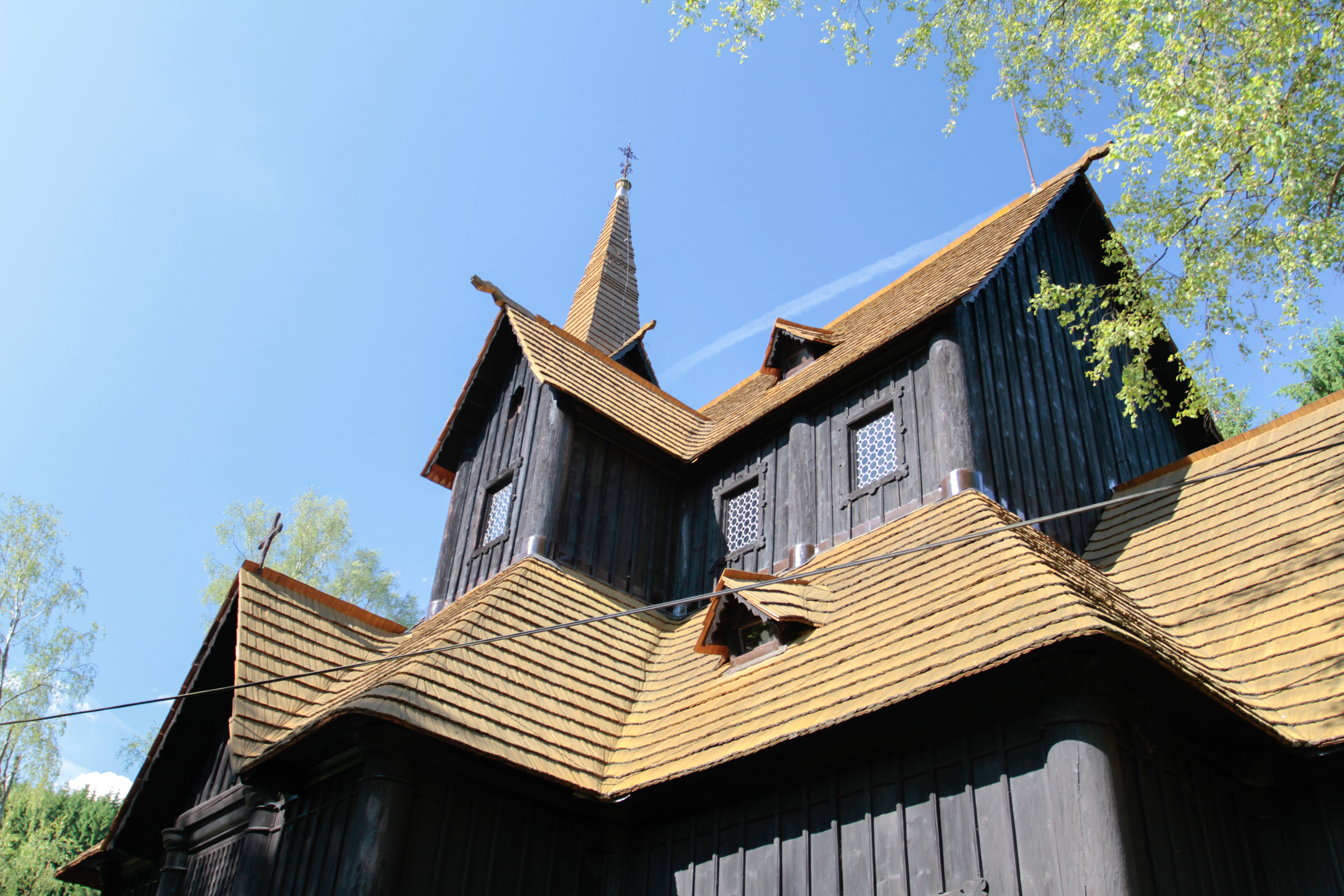
Phần mái (2014)
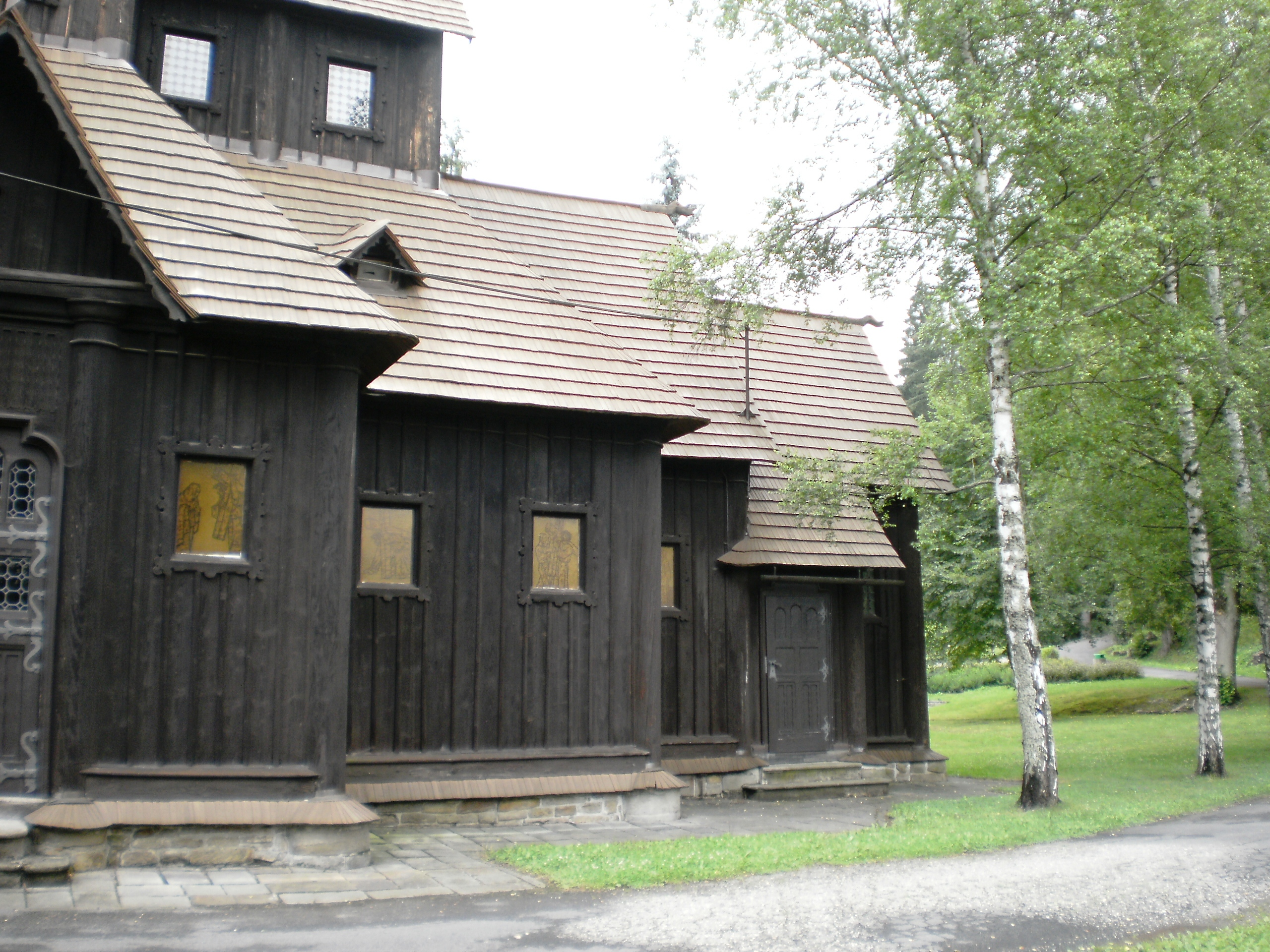